# Sommer-Paralympics 2008/Teilnehmer (Kambodscha)
| stlisierte Goldmedaille | stlisierte Silbermedaille | stlisierte Bronzemedaille |
| ----------------------- | ------------------------- | ------------------------- |
| —                       | —                         | —                         |

Kambodscha nahm mit dem Läufer Kim Vanna an den Sommer-Paralympics 2008 im chinesischen Peking teil, der auch Fahnenträger beim Einzug der Mannschaft war. Vanna nahm an den Wettbewerben im 100- und 200-Meter-Lauf (T44) teil, gewann jedoch keine Medaillen.

## Teilnehmer nach Sportart

### Leichtathletik
Männer
- Kim Vanna